# At Last
"At Last" là một bài hát năm 1941 được sáng tác bởi Mack Gordon và Harry Warren cho bộ phim ca nhạc Orchestra Wives. Bài hát đã được cover bởi rất nhiều nghệ sĩ và trở thành một bài hát quen thuộc trong lòng công chúng.

## Các phiên bản cover

### Bản cover của Etta James
Mặc dù được viết cho bộ phim ca nhạc Orchestra Wives, song "At Last" lại được biết đến nhiều nhất bởi Etta James. "At Last" đã được nữ ca sĩ Etta James cover vào năm 1960, và trở thành bài hát quen thuộc nhất của Etta. Bài hát được phát hành dưới dạng đĩa đơn trích từ album At Last! của Etta. Vào tháng 4 năm 1961, bài hát xếp vị trí đầu bảng tại bảng xếp hạng Billboard Hot R&B Songs và vị trí thứ 47 trên bảng xếp hạng Billboard Hot 100. Năm 1991, "At Last" của Etta James đã được đưa vào Đại sảnh Danh vọng Grammy.
Phiên bản của Etta đã được nữ ca sĩ Christina Aguilera cover lại nhiều lần. Tại đám tang của Etta lúc tháng 1 năm 2012, Christina đã khẳng định Etta "là nguồn ảnh hưởng lớn nhất của cô, là người giúp cô có ước mơ làm ca sĩ". Sau đó, Christina đã biểu diễn ca khúc "At Last" và được phản hồi rất tốt.

#### Xếp hạng
| Bảng xếp hạng (1961)             | Vị trí cao nhất |
| -------------------------------- | --------------- |
| Mỹ (Billboard Hot 100)           | 47              |
| Mỹ (Billboard Hot R&B Sides)     | 1               |
| Bảng xếp hạng (2011)             | Vị trí cao nhất |
| Liên hiệp Anh (UK Singles Chart) | 69              |
| Bảng xếp hạng (2012)             | Vị trí cao nhất |
| Úc (ARIA)                        | 72              |
| Ireland (IRMA)                   | 33              |
| Anh Quốc (OCC)                   | 39              |

### Bản cover của Céline Dion
Năm 2002, diva Céline Dion đã cover lại "At Last" và phát hành dưới dạng đĩa đơn quảng bá cho album năm 2002 của Céline, A New Day Has Come. Phiên bản cover của Céline được sản xuất bởi Humberto Gatica và Guy Roche vào ngày 12 tháng 9 năm 2002. "At Last" của Céline đạt vị trí thứ 16 tại bảng xếp hạng Billboard Adult Contemporary.

#### Xếp hạng
| Bảng xếp hạng (2002)                       | Vị trí cao nhất |
| ------------------------------------------ | --------------- |
| Mỹ Billboard Hot Adult Contemporary Tracks | 16              |

### Bản cover của Beyoncé Knowles
Năm 2008, nữ ca sĩ nhạc R&B Beyoncé Knowles đã cover lại bài hát cho album nhạc phim cùng tên của bộ phim Cadillac Records. Bài hát được phát hành ngày 9 tháng 12 năm 2008 bởi hãng thu âm Columbia Records. Trong bộ phim, Knowles đóng vai Etta James và đã được khen ngợi từ các nhà phê bình. Trao đổi với MTV, Knowles đã nói rằng Etta "là thần tượng của cô ấy", và "Knowles luôn muốn mình được như Etta, nhưng không biết lúc nào có thể làm được như thế [...]". "At Last" của Knowles đã chiến thắng một giải Grammy ở hạng mục "Trình diễn nhạc R&B truyền thống xuất sắc nhất" vào năm 2010.
Knowles đã trình diễn "At Last" lần đầu tiên tại lễ nhậm chức của tổng thống Mỹ Barack Obama trong một buổi khiêu vũ cùng vợ là Đệ Nhất Phu nhân Michelle Obama vào năm 2008. Mặc dù được phản hồi rất tốt, nhưng nghệ sĩ gốc là Etta James lại tỏ ra không mấy hài lòng. Etta đã thẳng thắn chê bai Barack Obama vì "không biết thế nào là âm nhạc đúng chất." Etta còn chê bai Knowles rằng cô ấy (Knowles) đã tùy tiện trình bày ca khúc của mình để "gặt hái danh tiếng."

#### Xếp hạng
| Bảng xếp hạng (2008)                 | Vị trí cao nhất |
| ------------------------------------ | --------------- |
| Canada (Canadian Hot 100)            | 79              |
| Liên hiệp Anh (UK R&B Chart)         | 37              |
| Mỹ (Billboard Hot 100)               | 67              |
| Mỹ (Billboard Hot R&B/Hip-Hop Songs) | 79              |
| Mỹ (Billboard Jazz Songs)            | 9               |

| Bảng xếp hạng (2009)           | Vị trí |
| ------------------------------ | ------ |
| Mỹ Billboard Smooth Jazz Songs | 33     |

### Bản cover của Christina Aguilera
Mặc dù không nằm trong bất kỳ album nào của cô, song nữ ca sĩ Christina Aguilera đã cover lại rất nhiều lần bài hát "At Last". Cô khẳng định Etta "là nữ hoàng của cô", và "cô đã lớn lên với những bài hát của Etta". Ngay từ khi khởi nghiệp, Christina đã bắt đầu hát "At Last" tại những chương trình truyền hình vào năm 1999. Năm 2003, tại chuyến lưu diễn Stripped World Tour nhằm cổ động cho album Stripped, Christina đã biểu diễn "At Last" với phần ngân một quãng dài kinh ngạc.
Sau khi Etta James qua đời tháng 1 năm 2012, Christina đã được mời đến đám tang của Etta và trình diễn ca khúc "At Last". Tại đám tang, Christina đã khẳng định, "Etta là người đã giúp cô tìm ra tài năng của mình." Phần trình diễn đó đã được phản hồi một cách tích cực từ phía công chúng.